# Portland State Vanguard
A Portland State Vanguard (korábban Daily Vanguard és Vet’s Extended) a Portlandi Állami Egyetem hallgatói hetilapja.

## Története
A Vanport College Extension kiadványát 1946-ban alapították; első számát Vet’s Extended november 16-án jelentette meg Don Carlo veterán, címlapja a hallgatói választásokról szólt. A Stooge és Aspect nevek elvetése után 1947. január 14-én Vaugh Albertson oktató javaslatára a Vanguard elnevezést vette fel.
A kezdetben csak szöveges formátumú lapot szerda délutánonként adták ki. 1953 novemberétől péntekenként jelent meg, az 1954. január 28-ai szám pedig már képet is tartalmazott.
1967 elején a lapot finanszírozó dékáni hivatal megszorításai miatt a szerkesztőség sztrájkba lépett. A tavaszi félévben feltételül szabták, hogy a kiadásokat az egyetem könyvelője felügyelje, alapítsanak egy önálló kiadói szervet, a hallgatói ügyekért felelős dékán pedig mondjon le felügyeleti jogáról. A lap egy hétig nem jelent meg, a következő héttől viszont már hetente kétszer adták ki.
Az 1967. május 19-ei szám címlapján Allen Ginsberg beatköltő meztelen fotója szerepelt, ezért Branford P. Millar rektor május 24-én a lap kiadását felfüggesztette. A május 31-ei és június 2-ai számok Független Vanguard címmel jelentek meg. A kiadást a Donald R. Moor filozófiaoktató által kezelt munkatársi adományalapból finanszírozták.
Az 1990–91-es tanévtől heti négy száma jelent meg.
Az arab-izraeli konfliktusról szóló 2005. október 18-ai cikk miatt a közel-keleti tudósítások hitelességét felügyelő bizottság bocsánatkérést követelt. Október 27-én a cikket eltávolították a weboldalon, helyette pedig a szerkesztő üzenete volt olvasható, miszerint a cikk nem felelt meg az elvárásoknak. Az október 28-ai vezércikk szerint a rovat nem kap elég szerkesztőségi figyelmet, és nem lenne szabad megjelentetni.
2008 telétől a lapnak Facebook- és Twitter-oldala is van.

## Terjesztés
A tabloid formátumú, ingyenes lapot ötezer példányban terjesztik a campus környezetében. 2010-ig keddtől péntekig, 2013-tól keddenként jelenik meg. Az évi kétszázezer dolláros költségvetést tandíjakból és reklámbevételekből finanszírozzák.

## Díjak
A lap az Oregoni Lapkiadók Szövetségétől, a hallgatói reklámszövetségtől és az Associated Collegiate Presstől is több díjat nyert. A koronavírusról szóló cikkek miatt országos díjat nyert.
Elnyert díjak
- Általános kiválóság (2004, 2011, 2014, 2017–2019)
- Legjobb rovat (2007, 2014, 2017–2020)
- Legjobb különrovat (2009, 2011, 2017–2020)
- Legjobb cím (2008, 2011, 2018–2020)
- Legjobb fogalmazás (2009, 2011, 2014, 2017–2020)
- Legjobb hírközlés (2004, 2017)
- Legjobb cikksorozat (2008, 2017, 2018)
- Legjobb címlapsztori (2007, 2009, 2014, 2017, 2018)
- Legjobb vezércikk (2004, 2009, 2018, 2020)
- Legjobb kolumnista (2007, 2014, 2017, 2018)
- Legjobb sportcikk (2009)
- Legjobb szemle (2007–2009, 2017, 2018)
- Legjobb hírfotó (2009, 2017–2019)
- Legjobb fotó (2009, 2018, 2019)
- Legjobb arculat (2007, 2017, 2018)
- Legjobb ábra (2007, 2014, 2017–2019)
- Legjobb képregény (2008, 2018, 2019)
- Legjobb online reklám (2009, 2014, 2017, 2019)
- Év főiskolai reklámja (2004)

## Fordítás
- Ez a szócikk részben vagy egészben  a   Portland State Vanguard című angol Wikipédia-szócikk ezen változatának fordításán alapul.  Az eredeti cikk szerkesztőit annak laptörténete sorolja fel. Ez a jelzés csupán a megfogalmazás eredetét és a szerzői jogokat jelzi, nem szolgál a cikkben szereplő információk forrásmegjelöléseként.